# 吡喃酮
吡喃酮（Pyrone）是吡喃的酮类衍生物，是一类六元的含氧杂环化合物。与吡喃一样，根据环中双键和羰基的位置不同，吡喃酮可以有两个异构体：α-吡喃酮和γ-吡喃酮。
吡喃酮的结构广泛存在于天然产物之中。香豆素是含有α-吡喃酮结构的最重要的化合物。酒曲中的曲酸、食品添加剂麦芽酚以及黄酮、异黄酮类都是含有γ-吡喃酮结构的化合物。